# Szigetszentmárton
Szigetszentmárton es un pueblo húngaro perteneciente al distrito de Ráckeve, condado de Pest.

## Superficie
Cuenta con una superficie de 10,73 km².

## Demografía
Hasta 2024 la población era de 2630 habitantes, con una densidad de población de 245,10 hab/km².
| Gráfica de evolución demográfica de Szigetszentmárton entre 2020 y 2024 |
|                                                                         |
| Datos según la Oficina Central de Estadística de Hungría.               |